# Para-Methoxybenzyltrichloracetimidat
para-Methoxybenzyltrichloracetimidat ist eine chemische Verbindung aus der Gruppe der Imidsäureester (Imidate). Es wird hauptsächlich in der Zuckerchemie eingesetzt, um freie Hydroxygruppen unter milden Bedingungen mit einer PMB-Gruppe zu schützen. Diese Schützungsreaktion lässt sich jedoch im Prinzip bei jeder Art von Hydroxygruppe anwenden.

## Gewinnung und Darstellung
para-Methoxybenzyltrichloracetimidat wird aus Anisalkohol und Trichloracetonitril hergestellt. Dabei muss eine starke Base eingesetzt werden, damit die nukleophile Substitution ablaufen kann. Typisch sind 10 mol% Natriumhydrid in Diethylether. Ausbeuten von 96 % sind möglich. Bei der Reaktion handelt es sich um eine Modifikation der Pinner-Reaktion.

## Eigenschaften

### Physikalische Eigenschaften
In einem Eluent der Zusammensetzung Petrolether:Ethylacetat 1:1 hat para-Methoxybenzyltrichloracetimidat einen Rf-Wert von 0,78.

### Chemische Eigenschaften
para-Methoxybenzyltrichloracetimidat reagiert am Benzyl-Kohlenstoff als Elektrophil. Ob mit Wasser Zersetzung stattfindet ist nicht klar; bekannt ist lediglich, dass bei der wässrigen Aufarbeitung des Produktgemisches keine entscheidende Menge des Produkts hydrolysiert wird. Treibende Kraft der Reaktion ist die Bildung des stabileren Trichloracetamids.

## Verwendung
An dem Beispiel des mit 2 Benzoylgruppen und einer Methylgruppe geschützten Glucosederivats 1 sei der Nutzen des para-Methoxybenzyltrichloracetimidats gezeigt. Die Titel-Verbindung (2) wird in 5-fachem Überschuss und unter Katalyse durch Triflinsäure eingesetzt um die PMB-Gruppe einzuführen, was zum komplett geschützten Glucosederivat 3 führt. Nachfolgend kann das „umgeschützte“ Glucosederivat 4 gebildet werden, indem 3 mit Natronlauge verseift wird. Würde nicht die Titel-Verbindung genutzt, sondern das Standardreagenz 4-Methoxybenzylchlorid mit Base, würde es bereits im ersten Schritt gleichzeitig zur Entschützung der Benzoylschutzgruppen kommen und ein Gemisch verschiedener Produkte würde entstehen.